# Società Sportiva Calcio Bari 2024-2025
Questa voce raccoglie le informazioni riguardanti la Società Sportiva Calcio Bari nelle competizioni ufficiali della stagione 2024-2025.

## Stagione

### Precampionato
Il Bari disputa il suo 49º campionato di Serie B e partecipa per la 66º volta alla Coppa Italia.
Dopo la sofferta salvezza, ottenuta grazie alla vittoria del play-out contro la Ternana, il club attua una rifondazione del quadro dirigenziale. Il direttore sportivo Ciro Polito viene sollevato dal suo incarico e al suo posto viene chiamato Giuseppe Magalini, nella stagione scorsa al Catanzaro. Per il ruolo di allenatore viene scelto Moreno Longo, che si lega al Bari con un contratto biennale con opzione in caso di promozione, e sarà coadiuvato dal vice Dario Migliaccio. Il capitano Valerio Di Cesare annuncia il ritiro dal calcio giocato e l'ingresso nel nuovo quadro dirigenziale in qualità di vice direttore sportivo, affiancando il neo ds Magalini.
Nella conferenza stampa di presentazione del nuovo organigramma, il presidente Luigi De Laurentiis ammette gli errori della stagione passata e afferma che l'obiettivo della squadra in questa stagione sarà quello di tornare a disputare i play-off.
Il ritiro precampionato si è svolto a Roccaraso dal 10 al 24 luglio 2024.
Il calciomercato estivo, fatto dal duo Magalini-Di Cesare, vede sfoltire la rosa della maggior parte dei prestiti della scorsa stagione ad esclusione di Sibilli, riscattato definitivamente dal Pisa, e vengono ceduti definitivamente Ricci e Žužek. Il calciomercato in entrata vede l'acquisto di svariati calciatori in prestito ma che hanno militato a lungo in cadetteria come Radunović, Mantovani, Šimić, Falletti, Lella, Favilli, Lasagna e Novakovich. Vengono confermati i veterani Maita (alla sua sesta stagione in biancorosso), Benali, Maiello e Pucino. Dal Napoli, di proprietà della medesima Filmauro, arrivano in prestito tre giovani promesse: Sgarbi, Obaretin e Coli Saco.
La prima partita della stagione viene disputata il 10 agosto 2024, match valido per i trentaduesimi di Coppa Italia, dove il Bari affronta la Cremonese; i galletti vengono sconfitti ai tiri di rigore per 5-4 dopo che i tempi regolamentari sono terminati 1-1, venendo quindi subito estromessi dalla coppa nazionale.

### Campionato
In un clima sempre di forte contestazione contro la società, il Bari apre il nuovo campionato con due sconfitte consecutive contro Juve Stabia (in casa per 1-3) e Modena (2-1 in trasferta) iniziando quindi nel peggiore dei modi la nuova stagione ma successivamente la squadra di Moreno Longo colleziona 14 risultati utili consecutivi che fanno risollevare la squadra in classifica seppur senza esprimere un gioco esaltante e con tante partite finite in pareggio o in rimonta dopo che i galletti erano passati in vantaggio, in alcuni casi anche di due gol. Chiude il girone d'andata all'ottavo posto con 24 punti, un punto in più rispetto alla scorsa stagione. Capocannonieri al termine del girone d'andata sono l'esterno Mehdi Dorval, protagonista di un ottimo avvio di stagione, e l'attaccante Kevin Lasagna con 4 reti.
Nella sessione invernale del calciomercato si registrano tre nuovi arrivi tra cui i prestiti dell'attaccante Nicholas Bonfanti dal Pisa e del centrocampista Giulio Maggiore dalla Salernitana e l'arrivo del trequartista Gastón Pereiro, svincolatosi dal Genoa. Tra le cessioni si registra quella illustre di Giuseppe Sibilli, passato in prestito alla Sampdoria, riscattato nella sessione estiva e protagonista di una prima parte di stagione molto deludente con appena un gol segnato su calcio di rigore. Le altre cessioni riguardano Lorenzo Sgarbi, risolto anticipatamente il prestito col Napoli dopo aver totalizzato 8 presenze, e i prestiti di Emmanuele Matino al Cittadella e di Giacomo Manzari alla Carrarese.
Il girone di ritorno del Bari è sulla falsariga di quello dell'andata, dove alterna buone prestazioni a sconfitte rovinose con 24 punti totalizzati (come all'andata) frutto di 5 vittorie, 9 pareggi e 5 sconfitte. Chiude la stagione al nono posto con 48 punti, fallendo l'aggancio alla zona play-off distante 4 punti.

#### Bilanci
Provenienti da una salvezza al play-out e con l'obiettivo di tornare a disputare i play-off, il Bari di Moreno Longo manca gli spareggi promozione e chiude la stagione al nono posto, come nella stagione 1986-1987, con 10 vittorie, 18 pareggi e 10 sconfitte.
Squadra poco prolifica in zona gol, con 41 gol segnati in 38 partite, con una media di 1,07 gol a partita e quattordicesimo attacco della Serie B. Migliore il rendimento della difesa con 40 gol subìti, quarta miglior difesa del campionato. Capocannoniere della squadra è stato l'attaccante Kevin Lasagna con 7 reti, seguito da Andrea Favilli con 5 reti e dal trequartista Mehdi Dorval con 4 reti, protagonista di una buona stagione a livello individuale. Buono l'impatto anche del centrocampista Giulio Maggiore, arrivato nella sessione invernale del calciomercato, andato in gol per tre volte. Deludono gli altri acquisti tra cui quelli dell'attaccante Andrija Novakovich con 3 reti e fuori causa per buona parte del girone di ritorno per infortunio, e dell'esterno César Falletti con appena un gol segnato su calcio di rigore. 
I risultati altalenanti della squadra si sono ripercossi anche sul dato dei spettatori allo Stadio San Nicola con la media dei spettatori paganti che si è fermata a 15 130, numeri in netto calo rispetto alle due precedenti stagioni in Serie B. La partita più vista della stagione è stata quella del 15 marzo 2025 contro la Salernitana con 24 425 spettatori mentre quello meno vista è stata quella del 18 gennaio 2025 contro il Brescia, seguita da 11 980 spettatori.

## Divise e sponsor
Per la stagione 2024-2025 lo sponsor tecnico è Erreà, marchio che aveva già curato le divise per l'AS Bari e nella prima stagione dell'FC Bari 1908.
Quì sotto le illustrazioni generali e schematiche delle divise di questa stagione, senza i leggeri motivi grafici disegnati sulle maglie, ricalcanti gli analoghi presenti in alcuni importanti monumenti storici della città di Bari.
| 1ª divisa | 2ª divisa | 3ª divisa |

## Organigramma societario
Di seguito sono riportati i membri dello staff del Bari.
Area direttiva
- Amministratore unico: Luigi De Laurentiis
- Segretario generale: Antonello Ippedico
- Segretario: Davide Teti

Area comunicazione e marketing
- Area Comunicazione: Valeria Belviso, Leonar Pinto
- Area Comunicazione e Media House: Domenico Bari
- Sicurezza e Stadio: Vito Fanelli
- Ticketing: Francesco Laforgia
- Marketing: Cube Comunicazione Srl
- SLO: Vittorio Guglielmi

Area sportiva
- Direttore sportivo: Giuseppe Magalini
- Vice Direttore sportivo: Valerio Di Cesare
- Team manager: Gianni Picaro

Area tecnica
- Allenatore: Moreno Longo
- Allenatore in seconda: Dario Migliaccio
- Collaboratore tecnico: Luca Ceccarelli
- Responsabile preparatore atletico: Paolo Nava
- Preparatore atletico: Francesco Cosentino
- Preparatore portieri: Roberto Maurantonio
- Match analyst: Filippo Giordano
- Magazzinieri: Pasquale Lorusso, Vito Bux

Area sanitaria
- Responsabile sanitario: Emanuele Caputo
- Medici sociali: Giovanni Ippolito, Vito Ungaro
- Fisioterapisti: Alessandro Schena e Francesco Sorgente
- Osteopata: Francesco Loiacono
- Podologo: Pasquale Rizzi

## Rosa
| N. |                        | Ruolo | Calciatore             |
| -- | ---------------------- | ----- | ---------------------- |
| 1  | Serbia (bandiera)      | P     | Boris Radunović        |
| 3  | Italia (bandiera)      | D     | Valerio Mantovani      |
| 4  | Italia (bandiera)      | C     | Mattia Maita           |
| 5  | Italia (bandiera)      | D     | Emmanuele Matino       |
| 7  | Italia (bandiera)      | C     | Andrea Oliveri         |
| 8  | Libia (bandiera)       | C     | Ahmad Benali           |
| 9  | Stati Uniti (bandiera) | A     | Andrija Novakovich     |
| 10 | Italia (bandiera)      | C     | Nicola Bellomo         |
| 11 | Italia (bandiera)      | A     | Nicholas Bonfanti      |
| 11 | Italia (bandiera)      | A     | Lorenzo Sgarbi         |
| 13 | Italia (bandiera)      | D     | Alessandro Tripaldelli |
| 14 | Italia (bandiera)      | C     | Gregorio Morachioli    |
| 15 | Italia (bandiera)      | A     | Kevin Lasagna          |
| 17 | Italia (bandiera)      | C     | Raffaele Maiello       |
| 18 | Italia (bandiera)      | A     | Giacomo Manzari        |
| 19 | Uruguay (bandiera)     | C     | César Falletti         |
| 20 | Uruguay (bandiera)     | C     | Gastón Pereiro         |

| N. |                    | Ruolo | Calciatore               |
| -- | ------------------ | ----- | ------------------------ |
| 20 | Italia (bandiera)  | A     | Giuseppe Sibilli         |
| 21 | Italia (bandiera)  | C     | Giulio Maggiore          |
| 22 | Italia (bandiera)  | P     | Marco Pissardo           |
| 23 | Italia (bandiera)  | D     | Francesco Vicari         |
| 25 | Italia (bandiera)  | D     | Raffaele Pucino          |
| 26 | Croazia (bandiera) | C     | Karlo Lulić              |
| 27 | Italia (bandiera)  | C     | Costantino Favasuli      |
| 28 | Italia (bandiera)  | C     | Nunzio Lella             |
| 31 | Italia (bandiera)  | D     | Giacomo Ricci            |
| 44 | Croazia (bandiera) | D     | Lorenco Šimić            |
| 45 | Italia (bandiera)  | P     | Davide Marfella          |
| 55 | Italia (bandiera)  | D     | Nosa Edward Obaretin     |
| 93 | Algeria (bandiera) | D     | Mehdi Dorval             |
| 94 | Mali (bandiera)    | C     | Coli Saco                |
| 99 | Italia (bandiera)  | A     | Andrea Favilli           |
|    | Italia (bandiera)  | C     | Andrea D'Errico          |
|    | Italia (bandiera)  | C     | Francesco Paolo Scafetta |

## Calciomercato

### Sessione estiva(dall'1/7 al 30/8)
| Acquisti         | Acquisti                 | Acquisti       | Acquisti          |
| R.               | Nome                     | da             | Modalità          |
| ---------------- | ------------------------ | -------------- | ----------------- |
| P                | Boris Radunović          | Cagliari       | prestito          |
| D                | Nosa Edward Obaretin     | Napoli         | prestito          |
| D                | Valerio Mantovani        | Ascoli         | prestito          |
| D                | Lorenco Šimić            | Maccabi Haifa  | prestito          |
| D                | Alessandro Tripaldelli   | SPAL           | definitivo        |
| C                | César Falletti           | Cremonese      | prestito          |
| C                | Costantino Favasuli      | Fiorentina     | prestito          |
| C                | Nunzio Lella             | Venezia        | prestito          |
| C                | Andrea Oliveri           | Atalanta       | prestito          |
| C                | Coli Saco                | Napoli         | prestito          |
| A                | Andrea Favilli           | Genoa          | prestito          |
| A                | Kevin Lasagna            | Verona         | prestito          |
| A                | Lorenzo Sgarbi           | Napoli         | prestito          |
| A                | Giacomo Manzari          | Sassuolo       | definitivo        |
| A                | Andrija Novakovich       | Venezia        | prestito          |
| A                | Giuseppe Sibilli         | Pisa           | riscatto prestito |
| Altre operazioni |                          |                |                   |
| R.               | Nome                     | da             | Modalità          |
| D                | Daniele Celiento         | Casertana      | fine prestito     |
| C                | Andrea Astrologo         | Lucchese       | fine prestito     |
| C                | Andrea D'Errico          | Crotone        | fine prestito     |
| C                | Filippo Faggi            | Virtus Entella | fine prestito     |
| C                | Vincenzo Onofrietti      | -              | svincolato        |
| C                | Francesco Paolo Scafetta | Messina        | fine prestito     |
| C                | Moussa Balla Mane        | Recanatese     | fine prestito     |
| A                | Matteo Ahmetaj           | Recanatese     | fine prestito     |
| A                | Aurélien Scheidler       | FC Andorra     | fine prestito     |
| A                | Simone Simeri            | Taranto        | fine prestito     |

| Cessioni         | Cessioni            | Cessioni       | Cessioni                |
| R.               | Nome                | a              | Modalità                |
| ---------------- | ------------------- | -------------- | ----------------------- |
| P                | Brenno              | Grêmio         | fine prestito           |
| D                | Giacomo Ricci       | Cosenza        | definitivo              |
| D                | Žan Žužek           | Gençlerbirliği | definitivo              |
| C                | Gennaro Acampora    | Benevento      | fine prestito           |
| C                | Malcom Edjouma      | FCSB           | fine prestito           |
| C                | Abdoul Guiebre      | Modena         | fine prestito           |
| C                | Īlias Koutsoupias   | Benevento      | fine prestito           |
| C                | Gregorio Morachioli | Juve Stabia    | definitivo              |
| A                | Ismail Achik        | Ascoli         | prestito                |
| A                | Mattia Aramu        | Genoa          | fine prestito           |
| A                | Davide Diaw         | Monza          | fine prestito           |
| A                | Yayah Kallon        | Verona         | fine prestito           |
| A                | Marco Nasti         | Milan          | fine prestito           |
| A                | George Pușcaș       | Genoa          | fine prestito           |
| Altre operazioni |                     |                |                         |
| R.               | Nome                | a              | Modalità                |
| P                | Luigi Pellegrini    | Fidelis Andria | prestito                |
| D                | Daniele Celiento    | Trapani        | definitivo              |
| D                | Raffaele Natuzzi    | Brindisi       | prestito                |
| C                | Andrea Astrologo    | AlbinoLeffe    | definitivo              |
| C                | Filippo Faggi       | Gubbio         | prestito                |
| C                | Francesco Lops      | Sorrento       | prestito                |
| C                | Moussa Balla Mane   | Team Altamura  | prestito                |
| C                | Vincenzo Onofrietti | Turris         | prestito                |
| A                | Hemsley Akpa-Chukwu | Empoli         | prestito                |
| A                | Matteo Ahmetaj      | -              | risoluzione consensuale |
| A                | Vincenzo Colangiuli | Sorrento       | prestito                |
| A                | Aurélien Scheidler  | Dender         | prestito                |
| A                | Simone Simeri       | -              | risoluzione consensuale |

### Operazioni esterne alle finestre di calciomercato
| Acquisti | Acquisti        | Acquisti | Acquisti   |
| R.       | Nome            | da       | Modalità   |
| -------- | --------------- | -------- | ---------- |
| P        | Davide Marfella | -        | svincolato |

| Cessioni | Cessioni        | Cessioni       | Cessioni |
| R.       | Nome            | a              | Modalità |
| -------- | --------------- | -------------- | -------- |
| C        | Karlo Lulić     | Sarajevo       | prestito |
| C        | Andrea D'Errico | Sporting Dubai | prestito |

### Sessione invernale(dal 2/1 al 3/2)
| Acquisti         | Acquisti            | Acquisti    | Acquisti      |
| R.               | Nome                | da          | Modalità      |
| ---------------- | ------------------- | ----------- | ------------- |
| C                | Giulio Maggiore     | Salernitana | prestito      |
| C                | Gastón Pereiro      | -           | svincolato    |
| A                | Nicholas Bonfanti   | Pisa        | prestito      |
| Altre operazioni |                     |             |               |
| R.               | Nome                | a           | Modalità      |
| C                | Vincenzo Onofrietti | Turris      | fine prestito |
| A                | Ismail Achik        | Ascoli      | fine prestito |
| A                | Hemsley Akpa-Chukwu | Empoli      | fine prestito |

| Cessioni         | Cessioni                 | Cessioni         | Cessioni                |
| R.               | Nome                     | a                | Modalità                |
| ---------------- | ------------------------ | ---------------- | ----------------------- |
| A                | Giacomo Manzari          | Carrarese        | prestito                |
| A                | Lorenzo Sgarbi           | Napoli           | fine prestito           |
| A                | Giuseppe Sibilli         | Sampdoria        | prestito                |
| Altre operazioni |                          |                  |                         |
| R.               | Nome                     | a                | Modalità                |
| D                | Emmanuele Matino         | Cittadella       | prestito                |
| C                | Vincenzo Onofrietti      | Team Altamura    | prestito                |
| C                | Francesco Paolo Scafetta | -                | risoluzione consensuale |
| A                | Ismail Achik             | Audace Cerignola | prestito                |
| A                | Hemsley Akpa-Chukwu      | Novara           | prestito                |

## Risultati

### Serie B

#### Girone di andata
| Arbitro: | Collu (Cagliari) |

|             |           |                                        |
| Ricci 90+3’ | Marcatori | 24’ Bellich 45+2’ Folino 80’ Artistico |

| Arbitro: | Scatena (Avezzano) |

|                                 |           |                |
| Palumbo 45+3’ (rig.) Mendes 62’ | Marcatori | 17’ Novakovich |

| Arbitro: | La Penna (Roma 1) |

|               |           |                |
| Lasagna 90+3’ | Marcatori | 17’ Thorstvedt |

| Genova 31 agosto 2024, ore 18:00 CEST 4ª giornata | Sampdoria        | 0 – 0 referto | Bari | Stadio Luigi Ferraris (23 233 spett.)\| Arbitro: \| Maresca (Napoli) \| |
| Arbitro:                                          | Maresca (Napoli) |               |      |                                                                         |

| Arbitro: | Pezzuto (Lecce) |

|                         |           |  |
| Lella 31’ Mantovani 89’ | Marcatori |  |

| Arbitro: | Massimi (Termoli) |

|  |           |                                  |
|  | Marcatori | 45’ Maita 53’ Dorval 65’ Favilli |

| Arbitro: | Marchetti (Ostia Lido) |

|            |           |                      |
| Pucino 39’ | Marcatori | 87’ (rig.) Fumagalli |

| Arbitro: | Manganiello (Pinerolo) |

|               |           |             |
| Sernicola 70’ | Marcatori | 27’ Lasagna |

| Arbitro: | Colombo (Como) |

|            |           |              |
| Dorval 30’ | Marcatori | 74’ Iemmello |

| La Spezia 25 ottobre 2024, ore 20:30 CEST 10ª giornata | Spezia                  | 0 – 0 referto | Bari | Stadio Alberto Picco (7 460 spett.)\| Arbitro: \| Arena (Torre del Greco) \| |
| Arbitro:                                               | Arena (Torre del Greco) |               |      |                                                                              |

| Bari 29 ottobre 2024, ore 20:30 CET 11ª giornata | Bari               | 0 – 0 referto | Carrarese | Stadio San Nicola (14 603 spett.)\| Arbitro: \| Dionisi (L'Aquila) \| |
| Arbitro:                                         | Dionisi (L'Aquila) |               |           |                                                                       |

| Arbitro: | Sacchi (Macerata) |

|                           |           |                               |
| Benali 53’ Novakovich 56’ | Marcatori | 82’ Lucchesi 87’ (rig.) Gondo |

| Arbitro: | Marinelli (Tivoli) |

|  |           |                            |
|  | Marcatori | 29’ Lasagna 36’ Novakovich |

| Arbitro: | Bonacina (Bergamo) |

|                                             |           |                            |
| Lasagna 5’ Sibilli 45’ (rig.) Maiello 45+2’ | Marcatori | 52’ Carissoni 55’ Pandolfi |

| Arbitro: | Giua (Olbia) |

|            |           |            |
| Galazzi 1’ | Marcatori | 24’ Dorval |

| Arbitro: | Santoro (Messina) |

|            |           |  |
| Dorval 33’ | Marcatori |  |

| Arbitro: | Massimi (Termoli) |

|                         |           |  |
| Moreo 49’ Piccinini 68’ | Marcatori |  |

| Arbitro: | Ferrieri Caputi (Livorno) |

|  |           |           |
|  | Marcatori | 90’ Rover |

| Arbitro: | Sozza (Seregno) |

|                |           |  |
| Le Douaron 41’ | Marcatori |  |

#### Girone di ritorno
| Arbitro: | Pairetto (Nichelino) |

|                                           |           |  |
| Falletti 42’ (rig.) Wiśniewski 56’ (aut.) | Marcatori |  |

| Reggio Emilia 12 gennaio 2025, ore 15:00 CET 21ª giornata | Reggiana           | 0 – 0 referto | Bari | Mapei Stadium - Città del Tricolore (10 025 spett.)\| Arbitro: \| Prontera (Bologna) \| |
| Arbitro:                                                  | Prontera (Bologna) |               |      |                                                                                         |

| Arbitro: | Arena (Torre del Greco) |

|                      |           |                        |
| Lella 1’ Bellomo 41’ | Marcatori | 30’ Bianchi 65’ Bisoli |

| Arbitro: | Giua (Olbia) |

|                      |           |             |
| La Gumina 83’ (rig.) | Marcatori | 23’ Favilli |

| Arbitro: | Cosso (Reggio Calabria) |

|                                   |           |                 |
| Favilli 45+4’ (rig.) Bonfanti 73’ | Marcatori | 90+5’ Kvernadze |

| Arbitro: | Sacchi (Macerata) |

|                                      |           |             |
| Piscopo 21’ Adorante 47’ Leone 90+5’ | Marcatori | 75’ Pereiro |

| Arbitro: | Ferrieri Caputi (Livorno) |

|                         |           |            |
| Bianchetti 90+3’ (aut.) | Marcatori | 69’ Valoti |

| Arbitro: | Scatena (Avezzano) |

|  |           |              |
|  | Marcatori | 70’ Maggiore |

| Arbitro: | Crezzini (Siena) |

|              |           |             |
| Maggiore 48’ | Marcatori | 45+2’ Niang |

| Arbitro: | Dionisi (L'Aquila) |

|             |           |             |
| Volpato 82’ | Marcatori | 37’ Lasagna |

| Bari 15 marzo 2025, ore 19:30 CET 30ª giornata | Bari              | 0 – 0 referto | Salernitana | Stadio San Nicola (24 425 spett.)\| Arbitro: \| Sacchi (Macerata) \| |
| Arbitro:                                       | Sacchi (Macerata) |               |             |                                                                      |

| Arbitro: | Abisso (Palermo) |

|                             |           |           |
| Torregrossa 45’ Guarino 51’ | Marcatori | 37’ Šimić |

| Arbitro: | Giua (Olbia) |

|                                       |           |                                        |
| Iemmello 44’ Bonini 69’ Quagliata 83’ | Marcatori | 27’ Lasagna 78’ Favasuli 90+2’ Favilli |

| Arbitro: | Bonacina (Bergamo) |

|                       |           |                |
| Maggiore 6’ Šimić 89’ | Marcatori | 18’ Pohjanpalo |

| Bolzano 13 maggio 2025, ore 20:30 CEST 34ª giornata | Südtirol          | 0 – 0 referto | Bari | Stadio Druso (4 807 spett.)\| Arbitro: \| Sacchi (Macerata) \| |
| Arbitro:                                            | Sacchi (Macerata) |               |      |                                                                |

| Arbitro: | Aureliano (Bologna) |

|             |           |                              |
| Lasagna 42’ | Marcatori | 8’ Defrel 18’ (rig.) Palumbo |

| Arbitro: | Crezzini (Siena) |

|              |           |  |
| Gargiulo 36’ | Marcatori |  |

| Arbitro: | Marcenaro (Genova) |

|             |           |  |
| Bonfanti 9’ | Marcatori |  |

| Arbitro: | Massimi (Termoli) |

|                                     |           |             |
| Rabbi 47’ Palmieri 66’ Pandolfi 81’ | Marcatori | 31’ Favilli |

### Coppa Italia

#### Turni eliminatori
| Arbitro: | Galipò (Firenze) |

|                                                        |                      |                                                  |
| De Luca 68’                                            | Marcatori            | 80’ Manzari                                      |
| De Luca Vázquez Sernicola Barbieri Collocolo Bonazzoli | Tiri di rigore 5 – 4 | Benali Vicari Sibilli Manzari Novakovich Oliveri |

## Statistiche

### Statistiche di squadra
| Competizione | Punti | In casa | In casa | In casa | In casa | In casa | In casa | In trasferta | In trasferta | In trasferta | In trasferta | In trasferta | In trasferta | Totale | Totale | Totale | Totale | Totale | Totale | DR |
| Competizione | Punti | G       | V       | N       | P       | Gf      | Gs      | G            | V            | N            | P            | Gf           | Gs           | G      | V      | N      | P      | Gf     | Gs     | DR |
| ------------ | ----- | ------- | ------- | ------- | ------- | ------- | ------- | ------------ | ------------ | ------------ | ------------ | ------------ | ------------ | ------ | ------ | ------ | ------ | ------ | ------ | -- |
| Serie B      | 48    | 19      | 7       | 9       | 3       | 24      | 19      | 19           | 3            | 9            | 7            | 17           | 21           | 38     | 10     | 18     | 10     | 41     | 40     | +1 |
| Coppa Italia | -     | 0       | 0       | 0       | 0       | 0       | 0       | 1            | 0            | 1            | 0            | 1            | 1            | 1      | 0      | 1      | 0      | 1      | 1      | 0  |
| Totale       | 48    | 19      | 7       | 9       | 3       | 24      | 19      | 20           | 3            | 10           | 7            | 18           | 22           | 39     | 10     | 19     | 10     | 42     | 41     | +1 |

### Andamento in campionato
| Giornata  | 1  | 2  | 3  | 4  | 5  | 6 | 7  | 8  | 9  | 10 | 11 | 12 | 13 | 14 | 15 | 16 | 17 | 18 | 19 | 20 | 21 | 22 | 23 | 24 | 25 | 26 | 27 | 28 | 29 | 30 | 31 | 32 | 33 | 34 | 35 | 36 | 37 | 38 |
| --------- | -- | -- | -- | -- | -- | - | -- | -- | -- | -- | -- | -- | -- | -- | -- | -- | -- | -- | -- | -- | -- | -- | -- | -- | -- | -- | -- | -- | -- | -- | -- | -- | -- | -- | -- | -- | -- | -- |
| Luogo     | C  | T  | C  | T  | C  | T | C  | T  | C  | T  | C  | C  | T  | C  | T  | C  | T  | C  | T  | C  | T  | C  | T  | C  | T  | C  | T  | C  | T  | C  | T  | T  | C  | T  | C  | T  | C  | T  |
| Risultato | P  | P  | N  | N  | V  | V | N  | N  | N  | N  | N  | N  | V  | V  | N  | V  | P  | P  | P  | V  | N  | N  | N  | V  | P  | N  | V  | N  | N  | N  | P  | N  | V  | N  | P  | P  | V  | P  |
| Posizione | 20 | 20 | 19 | 19 | 16 | 9 | 10 | 12 | 11 | 10 | 10 | 10 | 6  | 6  | 6  | 4  | 7  | 7  | 8  | 7  | 7  | 8  | 7  | 6  | 7  | 7  | 7  | 9  | 9  | 8  | 9  | 9  | 8  | 8  | 8  | 8  | 8  | 9  |

Legenda:

Luogo: C = Casa; T = Trasferta. Risultato: V = Vittoria; N = Pareggio; P = Sconfitta.

### Statistiche dei giocatori
| Giocatore      | Serie B  | Serie B | Serie B     | Serie B    | Coppa Italia | Coppa Italia | Coppa Italia | Coppa Italia | Totale   | Totale | Totale      | Totale     |
| Giocatore      | Presenze | Reti    | Ammonizioni | Espulsioni | Presenze     | Reti         | Ammonizioni  | Espulsioni   | Presenze | Reti   | Ammonizioni | Espulsioni |
| -------------- | -------- | ------- | ----------- | ---------- | ------------ | ------------ | ------------ | ------------ | -------- | ------ | ----------- | ---------- |
| N. Bellomo     | 19       | 1       | 2           | 0          | 0            | 0            | 0            | 0            | 19       | 1      | 2           | 0          |
| A. Benali      | 34       | 1       | 14          | 0          | 1            | 0            | 0            | 0            | 35       | 1      | 14          | 0          |
| N. Bonfanti    | 16       | 2       | 0           | 0          | 0            | 0            | 0            | 0            | 16       | 2      | 0           | 0          |
| M. Dorval      | 37       | 4       | 4           | 0          | 1            | 0            | 0            | 0            | 38       | 4      | 4           | 0          |
| C. Falletti    | 27       | 1       | 2           | 0          | 0            | 0            | 0            | 0            | 27       | 1      | 2           | 0          |
| C. Favasuli    | 29       | 1       | 7           | 0          | 1            | 0            | 1            | 0            | 30       | 1      | 8           | 0          |
| A. Favilli     | 22       | 5       | 6           | 0          | 0            | 0            | 0            | 0            | 22       | 5      | 6           | 0          |
| K. Lasagna     | 34       | 7       | 1           | 0          | 1            | 0            | 0            | 0            | 35       | 7      | 1           | 0          |
| N. Lella       | 25       | 2       | 2           | 1          | 0            | 0            | 0            | 0            | 25       | 2      | 2           | 1          |
| K. Lulić       | 2        | 0       | 0           | 0          | 0            | 0            | 0            | 0            | 2        | 0      | 0           | 0          |
| G. Maggiore    | 12       | 3       | 2           | 0          | 0            | 0            | 0            | 0            | 12       | 3      | 2           | 0          |
| R. Maiello     | 15       | 1       | 3           | 0          | 1            | 0            | 0            | 0            | 16       | 1      | 3           | 0          |
| M. Maita       | 35       | 1       | 10          | 0          | 1            | 0            | 0            | 0            | 36       | 1      | 10          | 0          |
| V. Mantovani   | 33       | 1       | 7           | 0          | 0            | 0            | 0            | 0            | 33       | 1      | 7           | 0          |
| G. Manzari     | 11       | 0       | 1           | 0          | 1            | 1            | 0            | 0            | 12       | 1      | 1           | 0          |
| D. Marfella    | 0        | -0      | 0           | 0          | 0            | -0           | 0            | 0            | 0        | -0     | 0           | 0          |
| E. Matino      | 0        | 0       | 0           | 0          | 0            | 0            | 0            | 0            | 0        | 0      | 0           | 0          |
| G. Morachioli  | 2        | 0       | 0           | 0          | 0            | 0            | 0            | 0            | 2        | 0      | 0           | 0          |
| A. Novakovich  | 28       | 3       | 3           | 0          | 1            | 0            | 0            | 0            | 29       | 3      | 3           | 0          |
| E. Obaretin    | 25       | 0       | 6           | 0          | 1            | 0            | 0            | 0            | 26       | 0      | 6           | 0          |
| A. Oliveri     | 29       | 0       | 3           | 0          | 1            | 0            | 0            | 0            | 30       | 0      | 3           | 0          |
| M. Pissardo    | 2        | -3      | 0           | 0          | 0            | -0           | 0            | 0            | 2        | -3     | 0           | 0          |
| G. Pereiro     | 9        | 1       | 1           | 0          | 0            | 0            | 0            | 0            | 9        | 1      | 1           | 0          |
| R. Pucino      | 30       | 1       | 7           | 0          | 1            | 0            | 0            | 0            | 31       | 1      | 7           | 0          |
| B. Radunović   | 37       | -37     | 5           | 0          | 1            | -1           | 0            | 0            | 38       | -38    | 5           | 0          |
| G. Ricci       | 2        | 1       | 0           | 0          | 1            | 0            | 0            | 0            | 3        | 1      | 0           | 0          |
| C. Saco        | 11       | 0       | 2           | 0          | 0            | 0            | 0            | 0            | 11       | 0      | 2           | 0          |
| L. Šimić       | 14       | 2       | 1           | 0          | 0            | 0            | 0            | 0            | 14       | 2      | 1           | 0          |
| L. Sgarbi      | 8        | 0       | 0           | 0          | 1            | 0            | 0            | 0            | 9        | 0      | 0           | 0          |
| G. Sibilli     | 19       | 1       | 3           | 0          | 1            | 0            | 0            | 0            | 20       | 1      | 3           | 0          |
| A. Tripaldelli | 8        | 0       | 1           | 0          | 0            | 0            | 0            | 0            | 8        | 0      | 1           | 0          |
| F. Vicari      | 25       | 0       | 4           | 0          | 1            | 0            | 0            | 0            | 26       | 0      | 4           | 0          |